# Leofsige
Leofsige († 19 août 1033) est un prélat anglo-saxon du XIe siècle devenu évêque de Worcester.

## Biographie
Leofsige est consacré évêque de Worcester en 1016. Il meurt le 19 août 1033.